# David Yelldell
David Yelldell (Stuttgart, Alemania, 1 de octubre de 1981), exfutbolista y entrenador germano-estadounidense. Jugaba de portero. Actualmente es entrenador de porteros del Dinamo Dresde de Alemania.

## Selección nacional
Ha sido internacional con la selección de fútbol de Estados Unidos, ha jugado 1 partido internacional.

## Clubes
| Club                    | País       | Año       |
| ----------------------- | ---------- | --------- |
| Stuttgarter Kickers     | Alemania   | 2002-2003 |
| Blackburn Rovers        | Inglaterra | 2003-2005 |
| Brighton & Hove Albion  | Inglaterra | 2005      |
| Blackburn Rovers        | Inglaterra | 2005      |
| Stuttgarter Kickers     | Alemania   | 2005-2008 |
| TuS Koblenz             | Alemania   | 2008-2010 |
| MSV Duisburgo           | Alemania   | 2010-2011 |
| Bayer Leverkusen        | Alemania   | 2011-2016 |
| SG Sonnenhof Großaspach | Alemania   | 2016-2017 |